# Административно деление на Бутан
Кралство Бутан е разделено на 20 окръга (dzongkhag), групирани в 4 административни зони (dzongdey), представени на картата.
Окръзите са:
1. Бумтанг
2. Чукха
3. Дагана
4. Гаса
5. Хаа
6. Лунтсе
7. Монгар
8. Паро
9. Помагачел
10. Пунака
11. Самдруп Джонгхар
12. Самце
13. Сарпанг
14. Тхимпху
15. Трасхиганг
16. Трасхиянсте
17. Тронгса
18. Циранг
19. Вангдуе Пходранг
20. Зхемганг